# Modellenrecht
Het tekeningen- en modellenrecht behandelt de bescherming van tekeningen en modellen van het nieuwe uiterlijk van een gebruiksvoorwerp. Tekeningen en modellen worden in de Benelux beschermd door het Benelux Verdrag inzake de Intellectuele Eigendom (BVIE). Dit verdrag is in 2007 in de plaats gekomen van de Benelux Tekeningen en Modellen Wet (BTMW). In de Europese Unie worden modellen beschermd via de Gemeenschapsmodellenverordening. Gemeenschapsmodellen zijn geldig in alle EU landen en dus tevens in de Benelux. Een modellenrecht is vijf jaar geldig en kan maximaal viermaal worden verlengd. De maximale bescherming is dus 25 jaar.  
In andere landen geldt vaak een soortgelijke bescherming. Zo kent de Verenigde Staten het 'design patent'. Een tekening vertoont een bepaald tweedimensionaal uiterlijk dat wordt beschermd en een model een driedimensionaal product. 

## Vereisten voor bescherming volgens het BVIE en de Gemeenschapsmodellenverordening
- Het moet om het uiterlijk van een voortbrengsel of een deel daarvan gaan.
- Een tekening of model moet nieuw zijn en een eigen karakter hebben, wil het voor bescherming in aanmerking komen.
- Een tekening of een model is in ieder geval niet meer nieuw, wanneer een identiek model of tekening reeds openbaar werd gemaakt voor het moment dat een modelrecht werd aangevraagd. Wanneer men een model heeft ontworpen zonder deze vast te leggen, dan is het beschikbaar stellen aan het publiek dus schadelijk voor de nieuwheid. Een ontwerper heeft 12 maanden de tijd, gerekend vanaf de eerste openbaarmaking, om alsnog een aanvraag te doen voor een modelrecht.
- Een tekening of model heeft een eigen karakter als bij de geïnformeerde gebruiker (de maatman in het modellenrecht) een andere algemene indruk wordt gewekt dan bij modellen die al eerder voor het publiek beschikbaar zijn gesteld vóór de aanvraagdatum. Kort gezegd mag een model niet sterk lijken op een eerder model wat al eerder bij het publiek bekend was.
- Bij de beoordeling van het eigen karakter wordt rekening gehouden met de mate van vrijheid van de ontwerper bij de ontwikkeling van de tekening of het model.
- Het BVIE en de Gemeenschapsmodellenverordening stellen verder nog als voorwaarde, dat het model of de tekening niet uitsluitend door de technische functie mag worden bepaald. Daar is immers het octrooirecht voor.
- Verder mag een tekening of model niet in strijd zijn met de openbare orde en de goede zeden.

## Formele eisen voor bescherming
Benelux
Bescherming in de Benelux kan alleen worden verkregen door formele registratie. Een tekening of modelrecht wordt verkregen voor vijf jaar en kan vervolgens vier keer met vijf jaar worden verlengd tot maximaal 25 jaar.  
Het BBIE toetst het depot alleen op formele eisen en of de afbeeldingen op orde zijn. De toetsing ziet niet toe op de nieuwheid en het eigen karakter. Ingeschreven modellen die niet aan de wettelijke eisen voldoen kunnen dus weliswaar worden ingeschreven, maar kunnen door een derde via de rechter weer nietig worden verklaard. 
Als rechthebbende wordt geacht diegene die het mode heeft vastgelegd. De feitelijke ontwerper heeft de mogelijkheid om binnen vijf jaar na het model op te eisen.   
Europese Unie
Gemeenschapsmodellen, of EU modellen, kunnen naast een formele registratieprocedure ook beschermd worden zonder registratie.   
Net als bij het BBIE, toetst het EUIPO een model alleen op formele gronden en dus niet op nieuwheid en het eigen karakter. Derden kunnen bij EUIPO de nietigheid van het model vorderen, als een ingeschreven model niet nieuw is of geen eigen karakter heeft. 
Ook Gemeenschapsmodellen zijn voor vijf jaar geldig en kunnen vier keer worden vernieuwd tot maximaal 25 jaar, mits het gaat om geregistreerde modellen. Een niet-geregistreerd model biedt bescherming voor drie jaar vanaf het moment dat het voor het eerst beschikbaar is gesteld aan het publiek. Verlenging van bescherming is niet mogelijk. 

## Inbreuk op het tekeningen- en modellenrecht
Een rechthebbende kan optreden tegen het gebruik van een lijkend model door een derde, als het dezelfde algemene indruk wekt bij de geïnformeerde gebruiker. Dat geldt zowel op Benelux als op EU-niveau.       
Op basis van een niet-geregistreerd Gemeenschapsmodel kan men alleen optreden tegen namaak. De beschermingsomvang is dus aanzienlijk kleiner dan een geregistreerd model. Daarnaast moet een rechthebbende bewijzen dat hij beschikt over een niet-geregistreerd Gemeenschapsmodel. Dat kan in de praktijk lastig zijn zonder registratie.      

## Samenloop met het auteursrecht
Wanneer er tevens auteursrecht op een werk rust (bijvoorbeeld bij kunstzinnige modellen en tekeningen), blijft men die bescherming op grond van de Auteurswet houden naast de Benelux Tekeningen en Modellenwet. 

## Oude tekeningen en modellen
Tekeningen en modellen van vóór 1 januari 1975 (de datum van inwerkingtreding van de Benelux Tekeningen en Modellenwet) houden de bescherming in een land, die ze vóór die datum hebben verkregen (art. 25 BTMW). Vóór 1975 was men aangewezen op de Auteurswet en op de vorderingen op grond van onrechtmatige daad (art. 1401 BW (oud), nu art. 6:162 BW).